# Kampamba Chintu
Kampamba Chintu (Kabwe, 28 dicembre 1980) è un ex calciatore zambiano, di ruolo difensore.

## Palmarès

### Nazionale
- Coppa d'Africa: 1

2012